# Abdessalam Ameknassi
Abdessalam Ameknassi, né le 30 mai 1997, est un karatéka marocain.Combattant de la catégorie des -60 kilogrammes.

## Carrière
Abdessalam Ameknassi remporte la médaille d'or des moins de 60 kg aux Jeux méditerranéens de 2018 à Tarragone ainsi qu'aux Championnats d'Afrique 2018 à Kigali et aux Championnats d'Afrique 2019 à Gaborone.
Aux Championnats du monde de karaté 2018 à Madrid, il est médaillé de bronze des moins de 60 kg.
Il est médaillé d'or des moins de 60 kg et médaillé de bronze par équipe aux Championnats d'Afrique de karaté 2019 à Gaborone ; il est médaillé d'argent des moins de 60 kg et par équipesaux Jeux africains de 2019 à Rabat.
Il remporte la médaille d'or des moins de 67 kg et la médaille de bronze par équipe aux Championnats d'Afrique de karaté 2020 à Tanger.